# Болівійсько-бразильські відносини
Болівійсько-бразильські відносини - двосторонні дипломатичні відносини між Болівією та Бразилією. Протяжність державного кордону між країнами становить 3403 км.

## Історія
У 1988 Болівія підписала важливі торгові угоди з Бразилією.
З початку 1990-х Бразилія почала закуповувати 3 мільйони кубічних метрів природного газу на день із Болівії. Ця угода приносила болівійській економіці 373 млн. дол. доларів щорічно. Бразилія погодилася допомогти Болівії побудувати теплову електростанцію, а також відкрити в країні виробництво добрив та полімерів.
Болівія та Бразилія підписали угоду про спільну боротьбу з незаконним розповсюдженням наркотичних засобів, реабілітацію наркоманів та контроль над виробництвом хімічних речовин, що використовуються при виготовленні наркотиків.
У 2006 відносини між країнами різко погіршилися через націоналізацію Болівією підприємств, що видобувають природні ресурси та загрози захоплення болівійських земель, які належать бразильським фермерам. Міністр закордонних справ Бразилії Селсу Аморім заявив, що уряд може відкликати посла з Ла-Паса, якщо Болівія конфіскує активи у Petrobras без будь-якої компенсації.

## Торгівля
Бразилія історично є основним торговим партнером Болівії. Експорт Болівії до Бразилії: природний газ (98% загального обсягу експорту). Експорт Бразилії до Болівії: залізо, нафтовий бітум, електричні провідники, трактори, локомотиви, дерев'яні меблі, рис, взуття та фунгіциди.
У 2015 обсяг бразильського експорту до Болівії скоротився на 8% порівняно з попереднім роком (з 1,6 млрд. доларів США до 1,5 млрд. доларів США), а імпорт знизився на 34,3% (з 3,8 млрд.) доларів США до 2,5 млрд. доларів США).